# Робен, Антуан Жозеф
Антуан Жозеф Робен (фр. Antoine Joseph Robin; 1761—1808) — французский военный деятель, дивизионный генерал (1801 год), участник революционных и наполеоновских войн.

## Биография

### Происхождение
Родился в семье торговца Клода Робена, сеньора Нерсья (фр. Claude Robin, Seigneur de Nerciat; 1729—) и его супруги Марии Дави (фр. Marie Barbe Henriette David; 1736—1779). Его родители хотели сделать его священником, но его решительный и пылкий характер заставил его отказаться от церковной карьеры, к которой у него не было призвания; он предпочел военную карьеру.

### Рейнские кампании
Антуан поступил на службу 6 августа 1792 года в 5-й батальон волонтёров Эна, сформированный в Нантюа, и был избран сослуживцами капитаном. Уже 15 августа стал вторым подполковником и заместителем командира этого батальона. Участвовал в первых кампаниях Революции в составе Рейнской армии. Отличился в битве при Кайзерслаутерне с 28 по 30 ноября 1793 года, где сперва успешно прикрывал отступление армии от пруссаков, а затем штыками смог прорваться и присоединиться к своим товарищам. 22 декабря не позволил противнику форсировать мост возле Вёрта. При осаде Майнца он дважды атаковал редут Мерлина и уничтожил его батареи. 6 августа 1794 года возглавил 1-й батальон 4-й полубригады лёгкой пехоты в Рейнско-Мозельской армии. 2 мая 1796 года его полубригада сменила 4-й номер на 21-й. Отличился в августе 1796 года при переправе через Лех, когда сбил австрийцев с позиций и взял 20 пушек, несколько флагов и 2000 пленных. Будучи свидетелем этого боевого подвига, генерал Моро 24 августа назначил его командиром 21-й полубригады. В тот же день на поле боя под Фридбергом попал в плен.

### Служба под началом Бонапарта
Был освобождён через несколько месяцев и в январе 1797 года он присоединился со своей полубригадой к Итальянской армии в составе дивизии генерала Дельма. В марте участвовал в переправах черех Пьяве и Изонцо. В мае 1798 году его полубригада была включена в состав дивизии Дезе Восточной армии Бонапарта. Участвовал в Египетской кампании. Он сражался в битвах при Шубрахите 13 июля 1798 года и у Пирамид 21 июля.
Получив звание бригадного генерала 7 октября 1798 года Бонапартом на поле битвы при Седимане, где он обратил в бегство многочисленную конницу мамлюков, которая решительно атаковала 21-ю полубригаду, построенную в каре. 19 октября прибыл в Каир. 9 января 1799 года включён в дивизию Ланна. 8 марта 1799 года Робен стал губернатором Яффы. В этом месте царила чума. Генерал сопровождал Бонапарта в городскую больницу и сам прикасался к чумным, чтобы поднять упавший боевой дух армии.
Находясь в Файюме, в Верхнем Египте, и временно лишённый зрения из-за тяжёлой офтальмии, он внезапно подвергся нападению врага. Робен повёл солдат в бой, своим присутствием возродил мужество своих войск и одержал победу. Затем участвовал в осаде Акры. 15 июня он командовал провинцией Келиуб. Отличился в битве при Абукире 25 июля 1799 года, и участвовал в захвате одноимённого форта 2 августа. В составе дивизии Ренье отличился при Гелиополисе 20 марта 1800 года. 12 апреля участвовал в подавлении восстания в Каире. Генерал во главе горстки людей захватил Сантон Абусич, укреплённый и расположенный на высоте, которая господствовала над всем вокруг. Став хозяином редута, он прочно закрепился там, под огнём противника, в специально сохранённых домах. Дважды турки пытались отбить эту позицию, но дважды были отброшены. В конце марта 1801 года отправлен в Рахманию. 7 апреля вернулся в Каир и 15 апреля 1801 года генерал Мену возвёл его в звание дивизионного генерала. После капитуляции Александрии вернулся во Францию.

### Служба в Италии
14 декабря 1801 года Робен был утверждён в новом звании Первым консулом. 6 марта 1802 года он был отправлен в Южную армию, однако уже 21 мая остался без служебного назначения, после роспуска этой армии. 3 сентября 1802 года приехал в Цизальпинскую республику. 23 сентября 1802 года он принял командование 2-й суб-дивизией 27-го военного округа в Алессандрии. 29 января 1805 года Робен покинул департамент Маренго после конфликта с генералом Депинуа, который командовал вооружением в Алессандрии, и наглого письма, написанного им командующему 27-м военным округом генералу Дюпону-Шомону. 16 марта 1805 года Наполеон в письме военному министру маршалу Бертье вступился за генерала, и 22 марта Робен был направлен в Итальянскую армию и стал командиром 2-й пехотной дивизии в Брешии. 7 октября 1805 года оставил армию по состоянию здоровья. 14 марта 1806 года стал командиром 2-й пехотной Армии Неаполя в Болонье, однако, не смог принять командование и 4 апреля был заменён по состоянию здоровья. 25 апреля 1806 года был отправлен в отставку и отправился жить в Лион. Генерал стал глухим и слепым. Умер 12 июня 1808 года в возрасте 46 лет.

## Воинские звания
- Капитан (6 августа 1792 года);
- Второй подполковник (15 августа 1792 года);
- Полковник (24 августа 1796 года, утверждён 28 сентября 1796 года);
- Бригадный генерал (7 октября 1798 года, утверждён 1 февраля 1799 года);
- Дивизионный генерал (15 апреля 1801 года, утверждён 14 декабря 1801 года).

## Награды
Легионер ордена Почётного легиона (11 декабря 1803 года)
 Коммандан ордена Почётного легиона (14 июня 1804 года)